# Hjälstaby en Vängsta
Hjälsta en Vängsta (Zweeds: Hjälstaby och Vängsta) is een småort in de gemeente Enköping in het landschap Uppland en de provincie Uppsala län in Zweden. Het småort heeft 115 inwoners (2005) en een oppervlakte van 25 hectare. Eigenlijk bestaat het småort uit twee verschillende plaatsen: Hjälstaby en Vängsta.

## Verkeer en vervoer
Bij de plaats lopen de Riksväg 55 en Länsväg 263.